# Всесвітній День метрології
Всесвітній день метрології — міжнародне професійне свято метрологів, яке святкується 20 травня. В цей день в 1875 році  представниками сімнадцяти країн була підписана  Метрична Конвенція, яка визначає основу для глобального співробітництва в метрології і в її промисловому, комерційному та соціальному застосуванні. Початкова мета Метричної Конвенції —  забезпечення єдності вимірювань в усьому світі — як і раніше важлива сьогодні.
Всесвітній День метрології засновано Міжнародним Комітетом мір і ваг (МКМВ) у жовтні 1999 року на 88-му засіданні Комітету.